# Các lãnh thổ hợp nhất có tổ chức của Hoa Kỳ

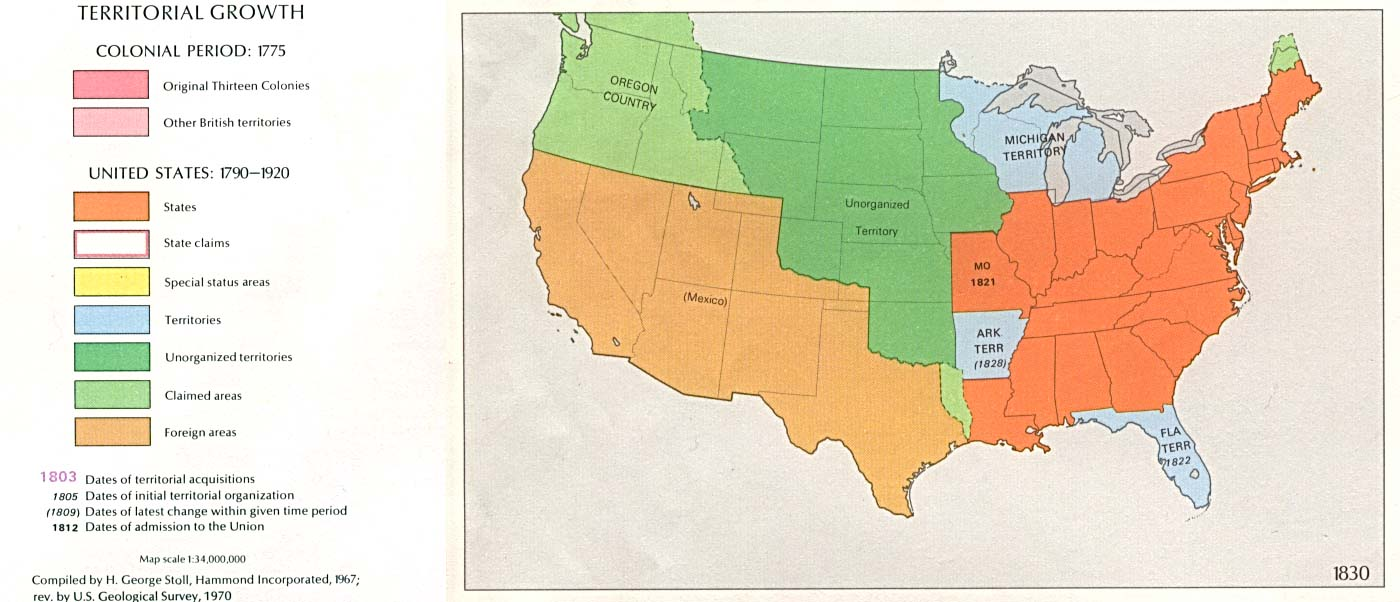
Các lãnh thổ Hoa Kỳ và Bắc Mỹ khoảng năm 1830.
• Xứ Oregon, gốc trên trái, bị Hoa Kỳ tranh chấp với Anh và sau đó được quản lý chung với Anh.
• Tây Nam Hoa Kỳ bị sáp nhập vào Hoa Kỳ sau Chiến tranh Mỹ-Mexico năm 1846-1848
• Trong khi đó Vùng đất mua Louisiana tiếp tục bị phân chia thành nhiều tiểu bang riêng biệt. (Xem bản đồ dưới trong phần danh sách)

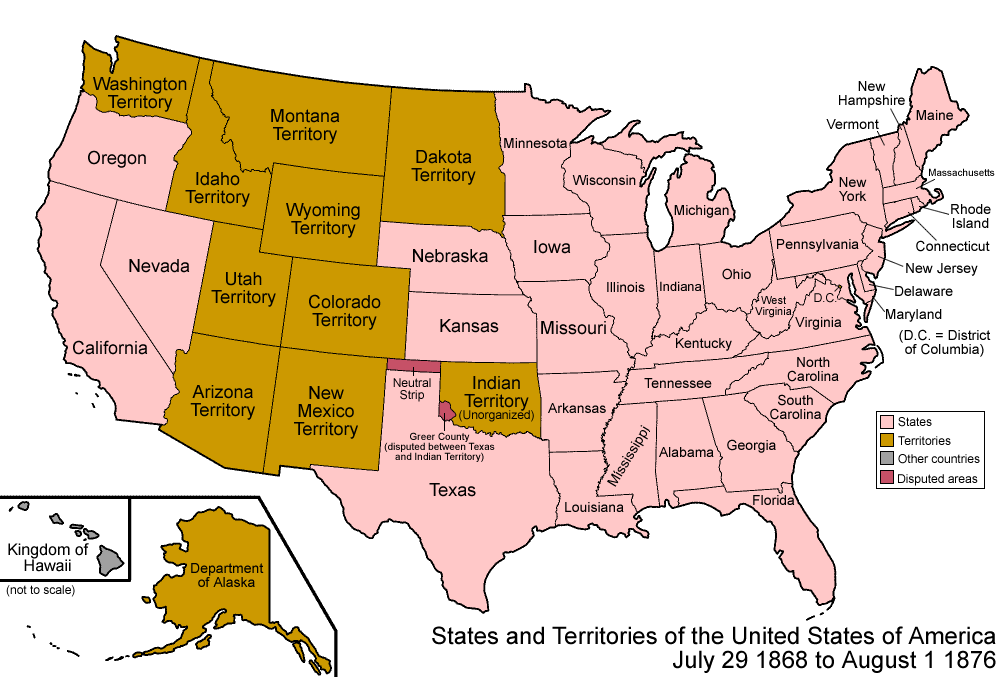
Sự tiến hóa của các lãnh thổ hợp nhất tính đến năm 1876. Đa số các vùng nằm về phía tây sông Ohio và phía bắc Oklahoma được tổ chức lại nhiều lần.

Các lãnh thổ hợp nhất có tổ chức của Hoa Kỳ (tiếng Anh: Organized incorporated territories of the United States) là các lãnh thổ của Hoa Kỳ vừa được hợp nhất thành một bộ phận không thể tách rời khỏi Hoa Kỳ và vừa được tổ chức có chính quyền lãnh thổ bằng các "đạo luật tổ chức" riêng biệt do Quốc hội Hoa Kỳ thông qua. Thông thường lãnh thổ như thế có một nghị viện lãnh thổ, thống đốc lãnh thổ và một hệ thống tư pháp cơ bản. 
Qua phần lớn lịch sử Hoa Kỳ, các vùng mà trước khi được phép trở thành một tiểu bang của Hoa Kỳ đã từng là loại lãnh thổ như thế. Khi Hoa Kỳ mở rộng, các khu vực đông dân cư nhất của một lãnh thổ có tổ chức sẽ được trở thành tiểu bang. Phần đất còn lại của lãnh thổ đó ít nhất sẽ tiếp tục theo cơ cấu chính quyền củ (là lãnh thổ) và được đổi tên lại để tránh lầm lẫn với phần đất được trở thành tiểu bang.
Một số thí dụ của tiến trình này là (mỗi nhóm gồm có những phần đất của một lãnh thổ gốc được tách ra một cách hợp pháp theo thời gian từ trái sang phải):
- Lãnh thổ Louisiana đến tiểu bang Louisiana, Lãnh thổ Missouri, tiểu bang Missouri và còn có cả Utah và Colorado (và vô số các tiến trình sắp đặt tổ chức cho các phần đất bị tách ra sau đó) hoặc
- Lãnh thổ Iowa thành Lãnh thổ Dakota
- Xứ Oregon, Lãnh thổ Oregon, tiểu bang Oregon và Lãnh thổ Washington đến tiểu bang Wyoming, tiểu bang Nebraska, Lãnh thổ Idaho, tiểu bang Idaho, Lãnh thổ Montana và tiểu bang Montana.

Nhiều vùng như thế mất một giai đoạn phát triển dài hàng nhiều thập niên trước khi những phần đất hợp nhất của mình có thể thỉnh cầu xin gia nhập thành các tiểu bang của Hoa Kỳ. Chẳng hạn như, các phần đất của cả Lãnh thổ Louisiana ban đầu và Lãnh thổ Oregon non trẻ hơn phải mất thời gian là hơn 50 năm để được trở thành tiểu bang (Idaho từ Lãnh thổ Oregon và Montana từ Lãnh thổ Louisiana).

## Lãnh thổ hiện tại
Năm 2025, lãnh thổ hợp nhất duy nhất của Hoa Kỳ không phải là một phần đất được tổ chức và cũng không có cư dân, đó là Đảo Palmyra, một lãnh thổ chưa được tổ chức nằm trong vùng biển xích đạo, xa về phía nam tiểu bang Hawaii. Đảo san hô này theo luật quốc tế là một lãnh thổ hợp nhất vì có  'tuyên bố chủ quyền của người thám hiểm' . Sau khi phục vụ trong Chiến tranh thế giới thứ hai như một căn cứ tiếp vận và tuần tra, nó ngày nay chỉ được sử dụng bởi một con số người luôn thay đổi gồm các nhà nghiên cứu và ban nhân sự. Đảo san hô này không có tổ chức chính quyền vì nó không có cư dân thường trực sinh sống ở đó, chỉ những nhân viên liên bang thay phiên nhau đến làm việc hay du khách đến tham quan.
Đặc khu Columbia có chức năng tương tự như một lãnh thổ hợp nhất, hoàn toàn là một phần của Hoa Kỳ nhưng không phải tiểu bang. Tuy nhiên nó được xếp loại riêng biệt khi nó được thành lập dưới một điều khoản hiến pháp độc nhất chỉ dành riêng cho thủ đô liên bang hơn là do Quốc hội Hoa Kỳ thông qua quyết định chung giống nhau cho các lãnh thổ liên bang.
Tất cả các lãnh thổ hiện tại còn lại của Hoa Kỳ là các lãnh thổ chưa hợp nhất - có nghĩa rằng chúng không hoàn toàn là "bộ phận không thể tách rời khỏi Hoa Kỳ" và chúng có quyền tự quyết: giữ nguyên tình trạng chính trị hiện tại, trở thành độc lập khỏi Hoa Kỳ hay liên kết tự do với Hoa Kỳ. Trong khi đó, các cựu lãnh thổ hợp nhất của Hoa Kỳ giờ đây đều là tiểu bang của Hoa Kỳ.

## Danh sách các lãnh thổ hợp nhất có tổ chức

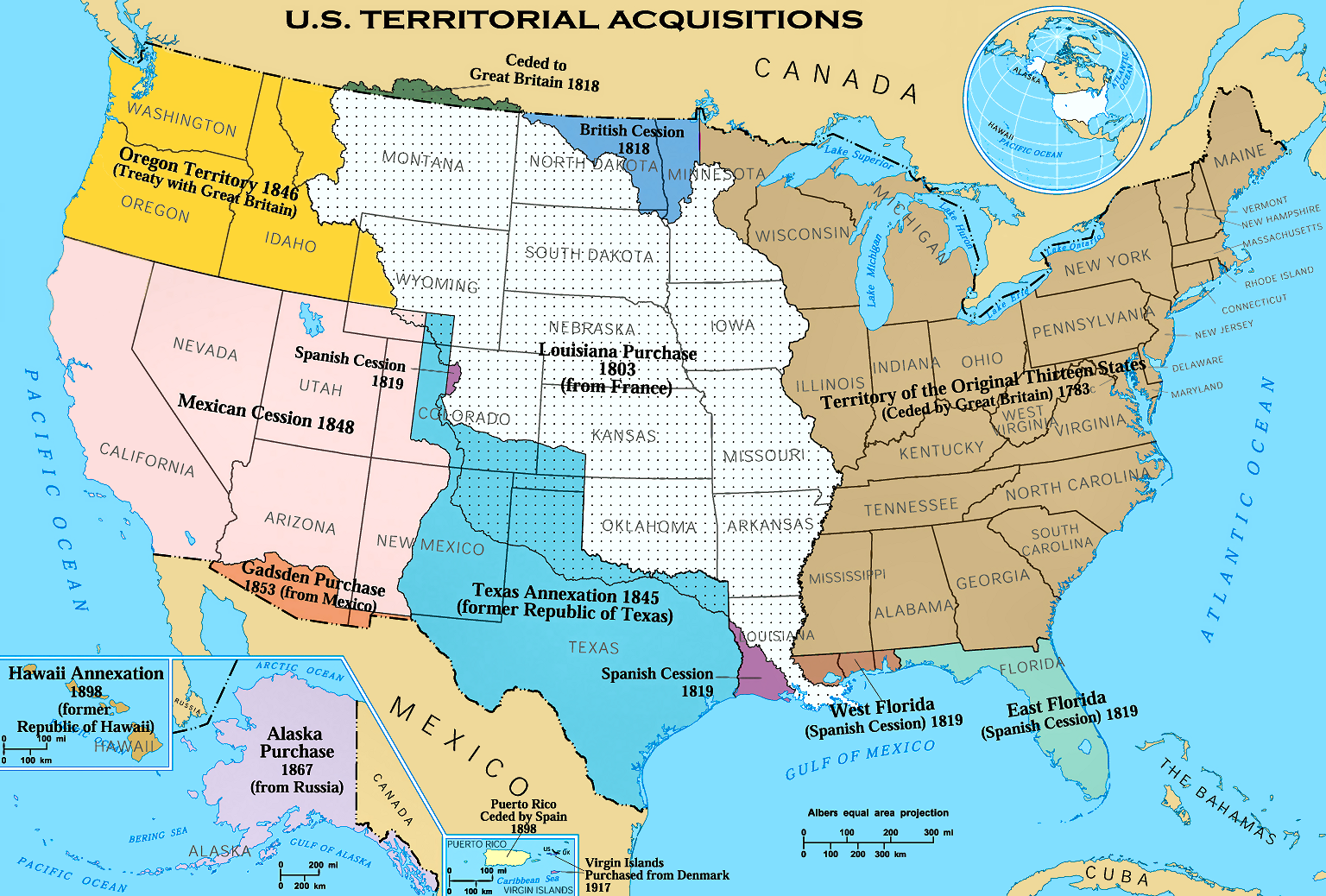
Các lãnh thổ Hoa Kỳ lấy được một cách hòa bình với Vương quốc Anh từ năm 1783; với Mexico năm 1848.

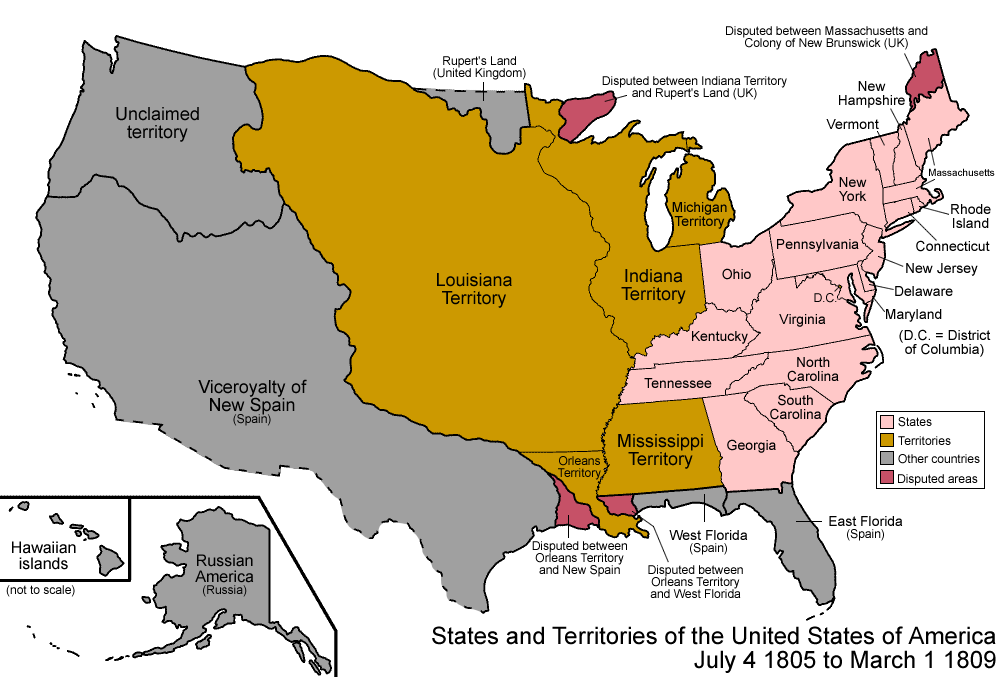
Những thay đổi chính trị trong phần phía tây lục địa và Xứ Louisiana của quốc gia non trẻ Hoa Kỳ vào năm 1805-1809 sau khi vụ mua bán Louisiana được thông qua tháng 10 năm 1803.

Các lãnh thổ sau đây được Quốc hội Hoa Kỳ chính thức tổ chức bằng một Đạo luật Tổ chức vào năm đầu tiên được liệt kê. Mỗi lãnh thổ được phép gia nhập thành một tiểu bang của Hoa Kỳ (cùng tên, trừ khi được ghi chú là có tên khác) vào năm thứ hai được liệt kê. Thông thường, những phần nằm ngoài lớn hơn của một lãnh thổ được tổ chức không được tính vào tiểu bang mới lập. 
- Lãnh thổ Tây Bắc (1787–1803) trở thành tiểu bang Ohio và Lãnh thổ Indiana
- Lãnh thổ Tây Nam (1790–1796) trở thành tiểu bang Tennessee
- Lãnh thổ Mississippi (1798–1817) trở thành tiểu bang Mississippi và Lãnh thổ Alabama
- Lãnh thổ Indiana (1800–1816) trở thành miền tây Lãnh thổ Michigan, Lãnh thổ Illinois và tiểu bang Indiana
- Lãnh thổ Orleans (1804[1]–1812) trở thành tiểu bang Louisiana[2]
- Lãnh thổ Michigan (1805–1837) trở thành Lãnh thổ Wisconsin và tiểu bang Michigan
- Lãnh thổ Louisiana (1805–1812), được đổi tên thành Lãnh thổ Missouri (1812–1821)
- Lãnh thổ Illinois (1809–1818) trở thành tiểu bang Illinois, và một phần của Lãnh thổ Michigan
- Lãnh thổ Missouri (1812–1821) trở thành tiểu bang Missouri và phần còn lại chưa được tổ chức
- Lãnh thổ Alabama (1817–1819)
- Lãnh thổ Arkansas (1819–1836) trở thành tiểu bang Arkansas và Lãnh thổ Bản địa Mỹ chưa tổ chức
- Lãnh thổ Florida (1822–1845)
- Lãnh thổ Wisconsin (1836–1848) trở thành Lãnh thổ Iowa và tiểu bang Wisconsin, một phần còn lại trở thành một phần đất của Lãnh thổ Minnesota
- Lãnh thổ Iowa (1838–1846) trở thành tiểu bang Iowa và phần còn lại trở thành chưa tổ chức
- Lãnh thổ Oregon (1848–1859)
- Lãnh thổ Minnesota (1849–1858)
- Lãnh thổ New Mexico (1850–1912)
- Lãnh thổ Utah (1850–1896)
- Lãnh thổ Washington (1853–1889)
- Lãnh thổ Kansas (1854–1861)
- Lãnh thổ Nebraska (1854–1867)
- Lãnh thổ Colorado (1861–1876)
- Lãnh thổ Nevada (1861–1864)
- Lãnh thổ Dakota (1861–1889) trở thành tiểu bang North Dakota và South Dakota
- Lãnh thổ Arizona (1863–1912)
- Lãnh thổ Idaho (1863–1890)
- Lãnh thổ Montana (1864–1889)
- Lãnh thổ Wyoming (1868–1890)
- Lãnh thổ Oklahoma (1889–1907)
- Lãnh thổ Hawaii (1900–1959)
- Lãnh thổ Alaska (1912–1959)